# Eupithecia kibatiata
Eupithecia kibatiata är en fjärilsart som beskrevs av Debauche 1938. Eupithecia kibatiata ingår i släktet Eupithecia och familjen mätare. Inga underarter finns listade i Catalogue of Life.